# 恋のピンチ・ヒッター
「恋のピンチ・ヒッター」（Substitute）は、イングランドのロックバンド、ザ・フーの楽曲。1966年に4枚目のシングルとしてリリースされた。作詞、作曲とプロデュースはピート・タウンゼント。オリジナルアルバムには未収録。

## 解説
前作「マイ・ジェネレーション」までのプロデューサーだったシェル・タルミーと決別した後の最初の作品で、タウンゼントが自らプロデュースした。全英2位を記録した前作に続き、全英5位につけるヒットとなった。この曲はタウンゼントのデモ・テープから作られた最初の作品であった。アコースティックギターが使用され、前作に比べキャッチーな曲調になっている。人種問題に敏感なアメリカでは「俺は白人に見えるが俺の親父は黒人だ」という歌詞が「俺は前に進もうとしてるのに足が後に向かう」に変更されている。この曲のリアル・ステレオ・バージョンは存在しない。
発表以来、ザ・フーのコンサートの常連曲となっており、『ライヴ・アット・リーズ』（1970年）や『ワイト島ライヴ1970』（1996年）、『フーズ・ラスト』（1984年）等、数々の公式ライブアルバムに収録されている。
2022年にローリング・ストーン誌の「ザ・フーの史上最高の50曲」で11位、2023年にペースト誌の「ザ・フーの史上最高の20曲」で13位、2020年にギターワールド誌の「偉大なる12弦ギターソング」で18位に選ばれている。

## シングル発表をめぐるトラブル
本作をシングル発表する前の1966年1月、ザ・フーはタルミーのプロデュースで「サークルズ」と「インスタント・パーティ」をレコーディングする。それから間もなく、彼等は印税の取り分をめぐる対立からタルミーとの契約を破棄し、ブランズウィック・レコードからエージェントのロバート・スティグウッドが設立したリアクション・レコードへ移籍した。
彼等は「サークルズ」を自分達のプロデュースで録音し直し、それをB面に収録した本作のシングルを3月4日にリアクション・レコードから発表した。だがタルミーは「サークルズ」が著作権侵害に当たるとして裁判所にシングルの発売の即時停止を訴えた。彼等はこの動きを見越してB面収録曲の曲名が「インスタント・パーティ」となったシングルも同日に発売していたが無駄に終わり、両方のシングルとも発売5日後の3月8日に発禁処分を受けてしまった。
35,000枚もの予約を受けていた事もあって彼等は「サークルズ」を収録していないシングルの発表を急ぎ、この処分に抵抗する意味もこめて、"The Who Orchestra"名義の「ワルツ・フォー・ザ・ピッグ」という、タルミーを揶揄した曲名を持つインストゥルメンタルをB面に収録したシングルを3月14日に発売した。この曲はスティグウッドがマネージメントしていたグレアム・ボンド・オーガニゼーション（GBO）が演奏したもので、彼等は一切関わっていない。
このため本作のシングルはイギリスでは3つのバージョンが存在することになる。
このように「恋のピンチ・ヒッター」は様々な問題に苛まれたが、UKチャートの5位に入るヒットとなった。この人気に乗じてアメリカでも5月7日にB面に"The Who Orchestra"「ワルツ・フォー・ザ・ピッグ」を収録したシングルが発表されたが、チャートインしなかった。
なおタルミーは、自分が本作もプロデュースしたと主張している。彼はさらに本作のシングルの売上に対抗するために、自分がプロデュースしたアルバム『マイ・ジェネレーション』からバンド側に無許可でシングルをカットして、ブランズウィック・レコードから発表し続けた。その第一弾が皮肉にも「リーガル・マター」（法的問題）であり、彼はB面に自分がプロデュースした「サークルズ」を「インスタント・パーティ」と改題して収録して3月7日に発表した。続いて「ザ・キッズ・アー・オールライト」、「ラ・ラ・ラ・ライズ」と執拗にシングル・カットを繰り返したが、いずれもチャートの上位には届かなかった。